# Mire (médecin)
Pour les articles homonymes, voir Mire.

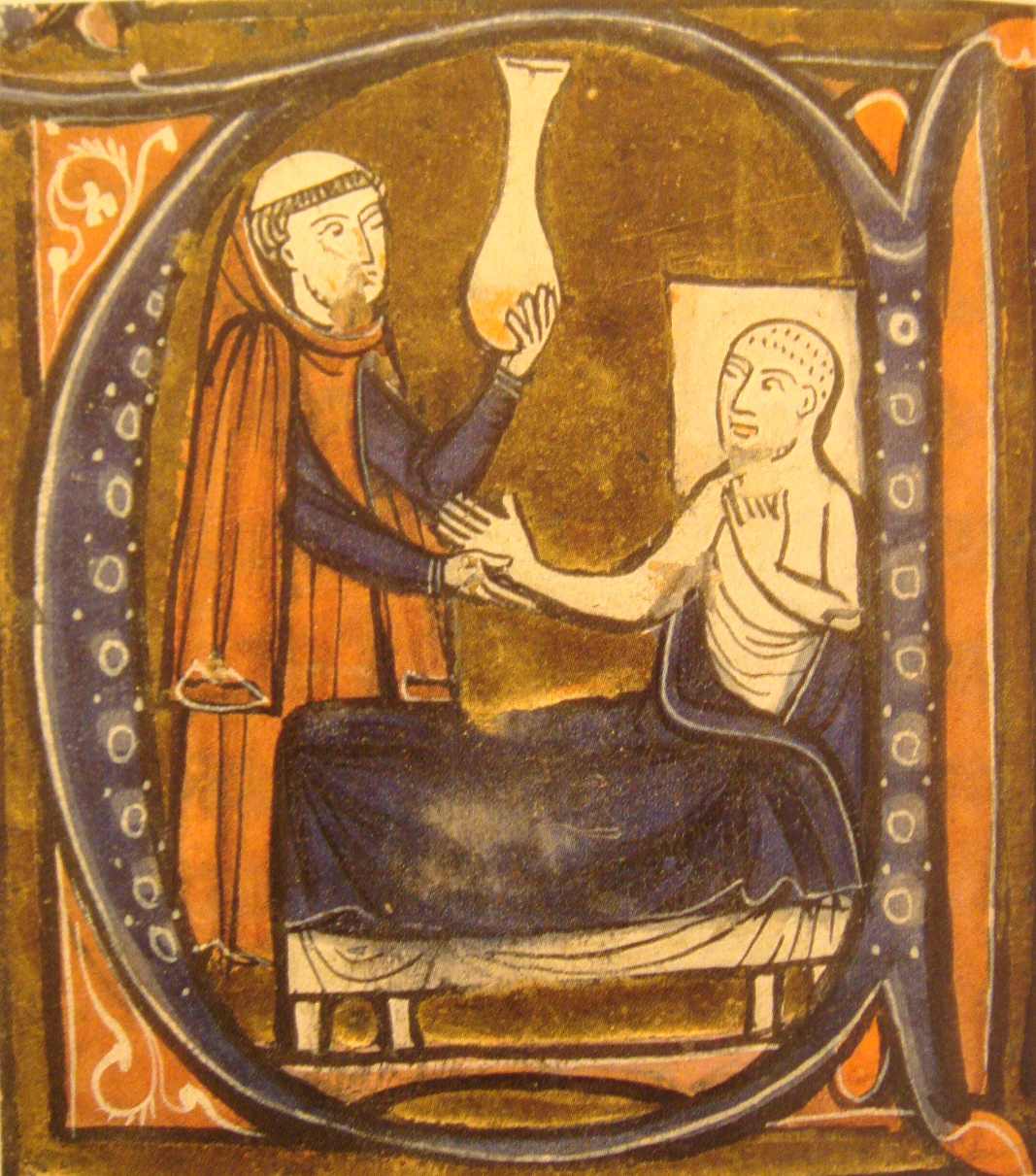
Étymologie admise, le médecin mire « mire » les urines dans un « matula »

Au Moyen Âge, un mire, évolution phonétique du latin medicus, est un médecin (un docteur en médecine appelé « physicien »), un chirurgien (terme usité jusqu'à la Renaissance), ou encore un apothicaire. On appelait indistinctement mire ceux qui exerçaient ces trois professions.
Le féminin du mire est une miresse (meiresse, mirgesse, mirienesse dans La Mort Aymeri de Narbonne). Autres formes dans une même famille de mots dérivés de médicus : meire, myre, myere, miege en langue d'oïl et meige, mètge en langue d'oc (occitan), mégé, mégi, mego, majo roman metge fem. metgessa et metgesse, metje, par exemple : les « mires de Salerne », médecins de l'École de médecine de Salerne. Il semble qu'on appela les médecins des « mires » à la suite d'une dévalorisation du terme « médecin » après Charlemagne, comme les mots « mètge » et « meige » en occitan. Le mire se trouvait principalement dans les campagnes. Le mire, lui, a fait des études pour faire des médicaments ou autres ; il utilisait des plantes.

## Étymologie
L'étymologie du terme a été très controversée : l'étymologie latine fut retenue par Pierre-François Percy dans son Dictionnaire des sciences médicales, de ce que le mot mire s'écrivait sans « y » mais avec un « i » dans la majorité des cas, en ancien français.
Pour certaines étymologies, le mot est issu du grec μύρον, « Myron », onguent, qui donna dans la Bible, μύρεψος pour pharmacien-apothicaire, ou la myrrhe utilisée pour les pansements et emplâtres, ou « Mirrha », parfum, lat. unguentum et miror,. À  Chypre le « myrepsos » désigne le bouilleur et le fabricant d'onguents, l'apothicaire. Ainsi Le Livre de Marco Polo nous apprend que, dans la tradition iranienne, les Rois mages portèrent ces « trois offrandes : or, et encens, et myrrhe, pour connaître si ce prophète était dieu, ou roi terrien ou mire. Car ils dirent s'il prenait l'or qu'il serait roi terrien ; et s'il prenait l'encens qu'il serait dieu ; et s'il prenait la myrrhe qu'il serait mire », au sens de médecin (de l'humanité ?).
- Du latin populaire ; mirare, « regarder attentivement », mirer ; Mirer, aussi, visiter, examiner. Armoricain mir. Italien mira et espagnol miranda. Le mire examine les plaies avant de les panser, comme on le voit dans Lancelot du Lac de Chrétien de Troyes : « et li mire sont appareillé qui regardent sa plaie. » Le « mire sans médecine » qui guérit les plaies des âmes de son seul regard est le Christ.
- De « mir », en ancien français, mirus, merveilleux, en latin parce que merveilleux et admirable était l'art de guérir. Le remède efficace se disait, « mirum est » et vient alors de mirus, admirable, merveilleux, surprenant. On utilisait le terme « mire » pour dire d'une plante qu'elle soulageait la douleur, en cataplasme ou en boisson, par exemple : ainsi la bétoine dans un texte d'Antonius Musa, est experte à apaiser la douleur et à guérir, de manière admirable, merveilleuse (mire)[7] : « ad facioneris dolorem (…) trita et inposita « mire » dolores linire experti sumus » et ailleurs « mire sanabitio »[8]. Ainsi dans Chrétien de Troyes le mire ou la miresse soignent par « boivres » et « oignements », avec plantes et herbes, le blessé et la plaie.
- Du latin « medicare », soigner, qui a donné medicarius, ou « méderi », guérir. Mirer : traiter, donner des remèdes, guérir ; famille sans doute voisine de « mirge » (Rutebeuf) et de « mirgiciner », guérir, soigner. Le miège était peut être la contraction du mire sage.

À chaque fois, le mire, la douleur, et la guérison, sont associés :
« Ne sceus crue faire, ne que dire,

Ne pour tua  puye trover mire,

Ne par herbe, ne par racine

Je ne peus trover medicine. »
— Guillaume de Lorris, Roman de la Rose
« Moult grant confort m'avés baillyé, et avés esté mire du mal que sy lonc temps m'a tenu ; tant en parler qu'en chantant, du tout m'avés mys au dessus… »
— Gerbert de Montreuil, Roman de la Violette

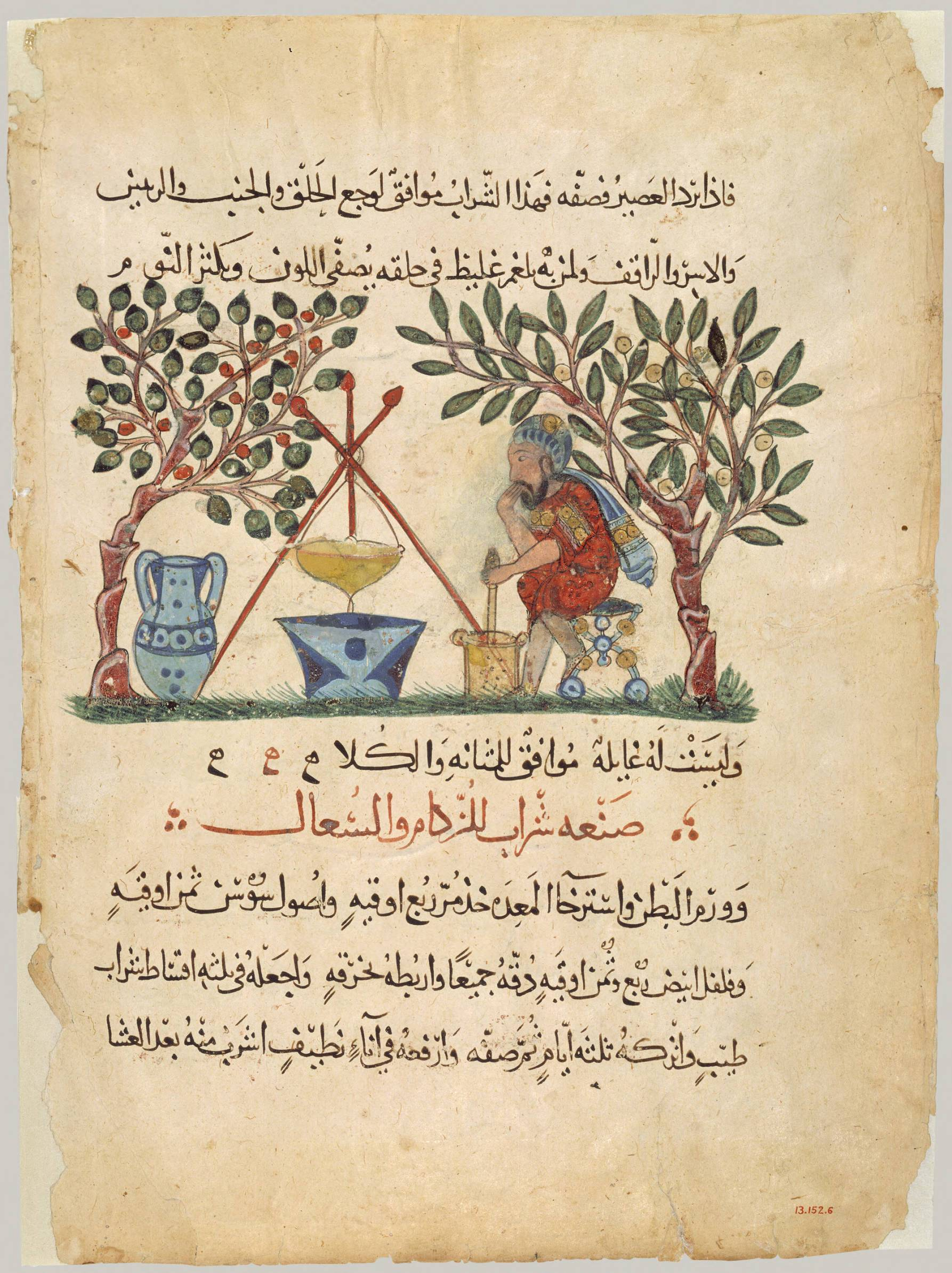
« Matéria médica », traduction arabe, École de Bagdad

- Du roman « messire », titre honorifique et de l'arabe « Emir », maître ou seigneur, de l'araméen et syriaque ܐܵܕܵܣܬ mara, mar[i] mare, et maran (comme « maranatha ») qui aurait donné le perse « mir » (mirza), miere, médecin. Cette version rappellerait l'origine arabe de l'école de Salerne. En arabe, أمير ʾamīr est celui qui donne des ordres, mot lui-même dérivé du verbe أَمَرَ ʾamara (commander) et proche de « mander » (les mires). Les maîtres-mires ou médecins - chirurgiens étaient prudhommes ou « hommes de grand état et grand salaire » comme on le voit dans une charte de Philippe de Valois et deux de Charles V.

## Usage

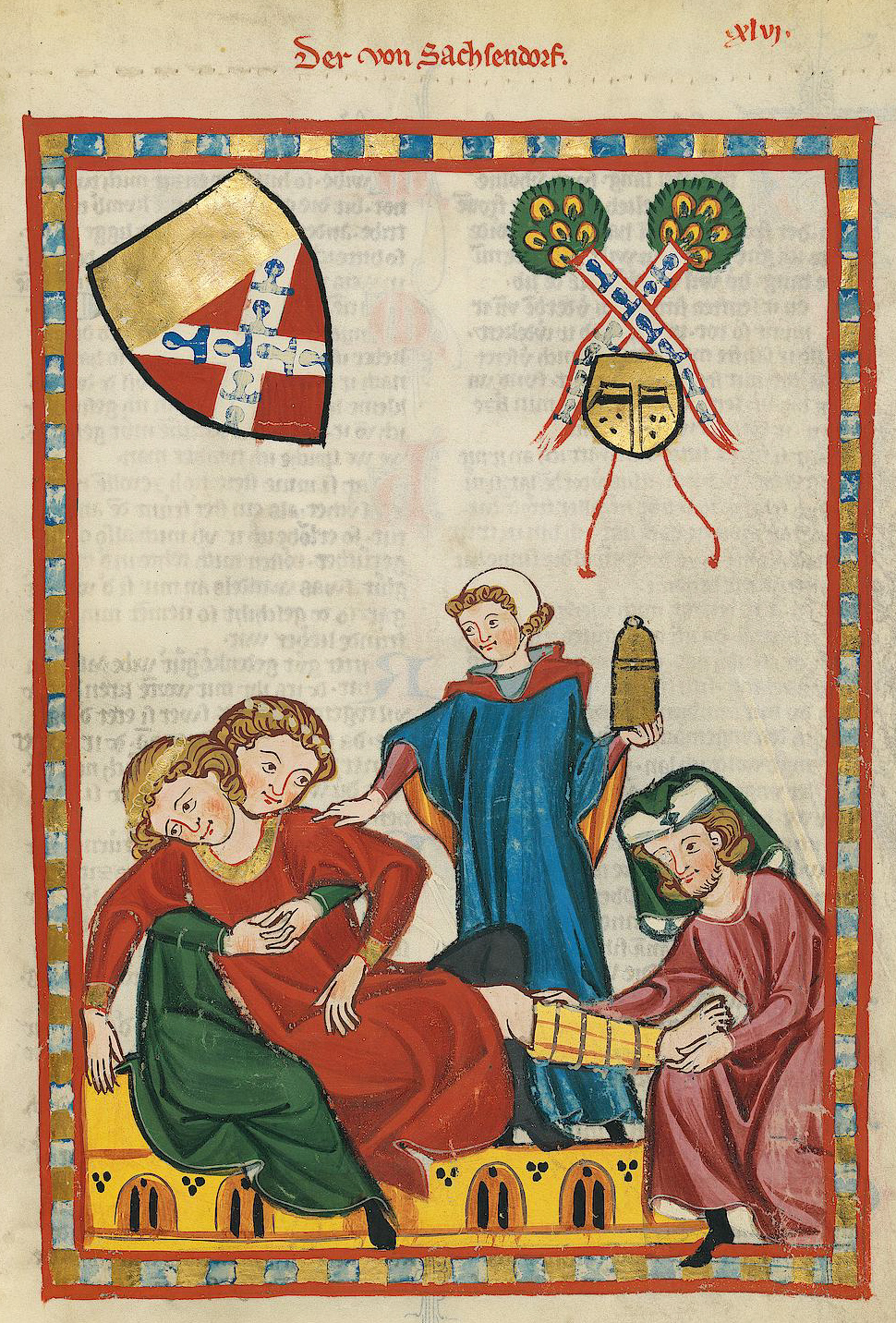
Codex Manesse, mire et miresse en chevalerie soignaient fractures et blessures

L'existence du « mire » est notée dès le XIIe siècle : le manuscrit de la Chronique des ducs de Normandie le mentionne vers 1175. On le trouve dans le plus ancien roman de langue romane, Garin le Lorrain. La profession prend un essor particulier au siècle suivant, lorsqu'à la suite du quatrième concile du Latran (1215), il devient interdit aux prêtres de verser le sang et, ainsi, d'intervenir auprès de nombreux malades. Cette laïcisation de la médecine est accentuée par une ordonnance du pape Honorius IV ordonnant la séparation définitive de l'exercice médical et de la prêtrise : une raison de cette décision vise à préserver les ecclésiastiques de la « tentation » s'ils venaient à examiner et soigner une pénitente.
Dans la société médiévale, le mire est considéré comme un homme d'études et de livres, contrairement au chirurgien dont la pratique est manuelle, à l'instar du barbier ou de l'inciseur. Cette position savante est favorisée par le développement des études universitaires (naissance de l'université au XIIIe siècle). Le langage docte du mire devient dès lors une source de railleries populaires qui se développent dès cette époque et se perpétuent les siècles suivants. Dès le XIIIe siècle, Rutebeuf décrit la vantardise d'un mire dans un monologue que Michel Zink date des environs de 1265 :« Ainçois somes maistre mire fuisicien qui avons esté par estranges terres, par estranges contrées, por querre les herbes et les racines, et les bestes sauvaiges dont nos faison les oignemenz de quoi nos garisson les malades et les bleciez, et les navrez qui sont en cest païs et en ceste contrée ».

### La consultation
Les plaies au Moyen Âge étaient des blessures fréquentes, du fait des joutes, tournois, croisades et combats de toutes sortes, ainsi que les fractures (chutes de cheval), mais le mire soignait en général tous les maux et maladies. Le mire soigne les plaies, les lave de vin et d'eau, les oint d'un onguent (comme l'onguent vert corrosif de sulfate de cuivre) et les enveloppe de longues bandes de tissu blanc. Guy de Chauliac, un de plus célèbres médecins de l'époque, écrivit un Traité sur les plaies. On voit dans la Vie et Miracles de Saint Louis de Joinville, qu'on mandait le « conseil des mires » auxquels on demandait conseil sur un mal ou une maladie, cure, emplâtre du genou, oignement du bras et saignée, herbes, amputation du pied, opération : « il demanda qui est conseil des Mires  , qui lui disent qu'il conviendrait tranchier son pied de chascune partie ».

### Les médicaments

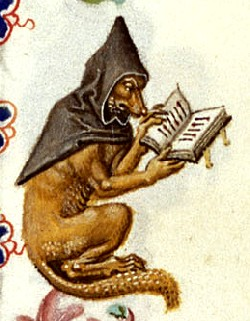
Renard médecin

Le remède est décrit dans les textes littéraires, de façon fort simple : potion herbée (« boivre »), boîte d'onguent (« oignement »), « éléctuaire » (loch) fournis par l'herbier ou apothicaire. Usage inconnu pour les chirurgiens, de lunettes, de divers instruments, charpie, coton et fils de soie, alcool, bandages herniaires, aimants… L’anesthésie n'existe pas sinon pour les chevaux sous la forme d'« opiat » Le médecin disposait d'une pharmacopée très développée depuis des siècles : les livres dans lesquels le mire médecin trouvait des recettes de médicaments, étaient appelés « Antidotarium » ou encore Dispensatorium : celui de Mésué, médecin de Bagdad vers l'an 800, l’antidotarium magnus de l'École de médecine de Salerne, l'Antidotaire Nicolas, le Liber iste, le Pomum ambre, le Dynaméron, de Nicolas Myrepsos (nom signifiant « apothicaire », dans la Septante), de plus de 1 200 recettes. Il y avait aussi les recueils de simples, herbes et végétaux, comme celui d'Hildegarde de Bingen, d'Albert Le Grand ou le Livre des simples médecines, issu du Circa instans de Plaetarius, sans compter les copies des livres de Dioscoride. Ces médicaments étaient donc de natures variées et issus d'une pharmacopée très développée : Guy de Chauliac cite 160 drogues dans son Glossaire. Pour la boisson, elle se composait de juleps, sirops, électuaires, lochs à base d’épices et d'herbes, ainsi que pour les cataplasmes de plantes broyées, plantes médicinales simples occidentales comme celles du Capitulaire de Villis, et bien d'autres, comme la mauve, la bétoine, le thym, la réglisse, l'armoise, la sauge (de salvare, guérir) et le plantain du Dit de l'Herberie de Rutebeuf, etc.), ou plantes orientales et égyptiennes (noix de muscade, myrrhe, croton, opium, grenade, ricin, cannelle, etc.), les fruits comme la prune myrobolans et les confections comme le diaprunus, de miel (la cire), ingrédient indispensable et de sucre rosat, pour la fabrication des électuaires dont le plus célèbre fut la thériaque, ou de l’oxymel des arabes, et dont une cuillerée servait aux gargarismes, aux suppositoires et à d’autres confections. Les vins aromatiques, les élixirs, les teintures, les oneolés, à base de vin de vinaigre d’alcool, pour les formes liquides ; pilules (aurées et sine quibus, à base d’aloès, stiptices ou astringentes contre la diarrhée, etc.) et comprimés très répandus ; de cataplasmes et d’onguents, comme l’« onguent blanc Égypte » ; Les minéraux comme l’antimoine et le lapis-lazuli, les métaux (plomb, arsenic, fer) et formaient la base de nombreux médicaments, ainsi que les graisses animales, les cornes, les os, les minéraux d’animaux les plus divers comme la seiche, le castoreum, le corail, la toile d'araignée, les coquillages, les sels (alun, salpêtre, borax, etc.). Le tout était mélangé à des épices diverses, girofle, cannelle, muscade, pour la conservation des préparations.

### La confrérie des mires de Paris

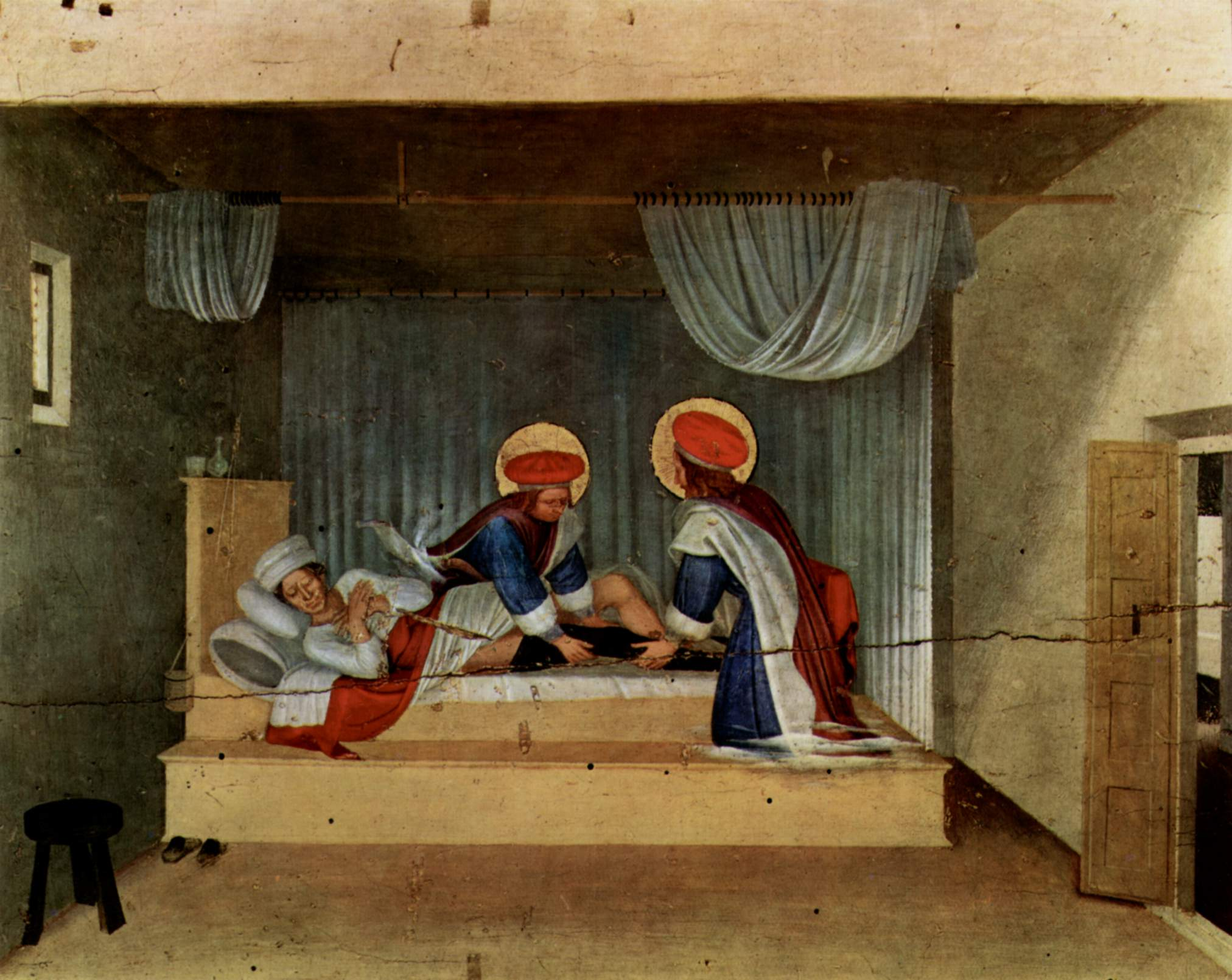

Les mires, au début sont des ecclésiastiques, indistinctement physiciens (médecins), chirurgiens, apothicaires, ils pouvaient être appelés mires.

« Tuit li fisicien ne sunt ades boen mire »

— Guernes de Pont-Sainte-Maxence, Vie de saint Thomas

D'après François de la Peyronnie, les mires jusqu'au treizième siècle étaient médecins et aussi des chirurgiens, lorsque le corps des médecins se divisa en deux branches : les religieux médecins physiciens soignant par régimes et médicaments les maladies internes des grands hommes d'état et des nobles dont ils étaient aussi les confesseurs, reléguèrent rapidement les mires à la médecine externe et à la chirurgie, afin de ne pas partager leurs bénéfices et notoriété, ce qui fut motif à grande dispute. Enfin, un édit (canon IV du Concile de Latran de 1215) interdit aux religieux de pratiquer de opérations chirurgicales. On trouvait alors des mires de Saint Luc à Paris, Montpellier, Nîmes, Rennes, Mayenne, Vire et Caen. Une seconde branche comprenait les confrères de saint Côme à Paris, Rouen, Morlaix et Le Mans, des barbiers et inciseurs, et de chirurgiens et apothicaires. 

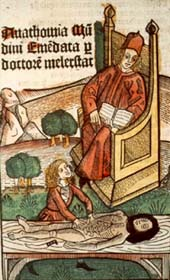

Les mires, au début médecins dans le sens large du terme, furent à la fin cantonnés aux opérations externes (plaies, blessures) et à la chirurgie, et les mires ecclésiastiques, aux régimes, abandonnèrent ce titre de « mire » pour choisir celui de médecin-physicien soignant les maladies internes, tandis que mire devenait synonyme de médecin-chirurgien laïc (Nicot) soignant les maladies externes, et la profession de médecin se scinda alors en deux branches.
À Paris, la Confrérie de Saint-Côme et de Saint-Damien instituée selon Sauval sous Louis IX le 25 février 1255 par Jean Pitard ou confrérie des « maîstres-mires » se réunit en la paroisse de l'église Saint-Côme-Saint-Damien de Paris, patron avec saint Damien des médecins. Les médecins se réunissent selon les statuts de Jean Pitard en l'église Saint-Jacques-la-Boucherie où le médecin du roi Henri II Jean Fernel est inhumé, aux Mathurins, à l'église Sainte-Geneviève-des-Ardents et à Notre-Dame de Paris. Étienne Boileau en parle dans son « Livre des Métiers », mais sous le nom de chirurgiens et non de mires. On les appelle aussi « mires-jurés » : ce sont des « sages », qui ont sapience, connaissance des plantes, des vertus des simples, des racines, le savoir et le don de guérir les maladies, on parle du « conseil des mires ». Ils achètent enfin, près de la rue du Fouarre, une maison aux Chartreux rue de la Bûcherie en 1367.

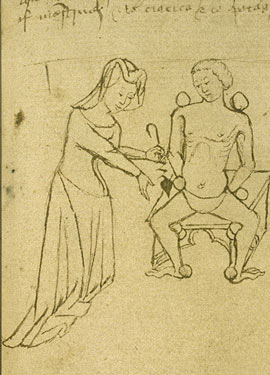
Une miresse, femme médecin

Les mires sont au début à Paris très peu nombreux et, semble-t-il, non diplômés : jusqu'au XVe siècle, l'Université de Paris était en effet réservée aux religieux. Ils étaient donc en revanche mariés. Il existait des femmes médecins dès le Moyen Âge. Des miresses ou mirgesses ou meiresses, exercent la médecine illégalement à Paris, sans études et sans diplôme, d'autres en revanche sont très connues comme Maîtresse Hersend, médecin de saint Louis. Isabelle, rue de Frépillon, Isabieau, Héloïse, Marie, rue de Lourcinne, Phelippe, Ameline la miresse que Boileau a recensée dans les métiers de Paris en 1300…
« Ils sont dits d'abord mires et mirgesses, mots qui désignent les hommes et les femmes faisant profession de soigner les malades. La « Taille de Paris de 1202 » cite 38 mires et mirgesses exerçant la médecine sans avoir fait d'études spéciales et sans posséder aucun diplôme. Il semble n'y avoir eu à Paris que six médecins sérieux en 1272 et huit en 1274. Les « Commentaires » de la Faculté nous apprennent qu'il en existait trente-deux en 1395, et ils nous fournissent leurs noms. ».Les médecins, membres de l'Université, n'étaient eux, pas soumis à l'impôt, de là les efforts des chirurgiens pour se rattacher à l'Université. Ce mire était sans doute simplement habillé, d'une robe à capuchon, de gants et d'un bonnet rond. Il existait aussi de petits métiers tout autour de celui de mire, comme « triacleur » ou vendeur de thériaque, sage-femme, « tireur de dents » (dentiste), « inciseur » de pierre ou de fractures (« romptures », grandes opérations) et « herbier » (petites opérations) et barbier, apothicaire (de la troisième classe des épiciers, qui va au marché avec le « poivrier » ou vendeur de poivre), « enfermier » de l'« enfermerie » (terme qui apparait en 1298, après celui d'« infirme ») et infirmière, (souvent des religieux tenant des hospices, des hôtelleries, des hôpitaux pour les pèlerins malades, les lépreux, les fous, Hospitaliers ou Trinitaires), « barbier-étuveur », drapiers (ou vendeur de draps pour les hôpitaux), mais aussi astrologues et « drameur » ou charlatan.

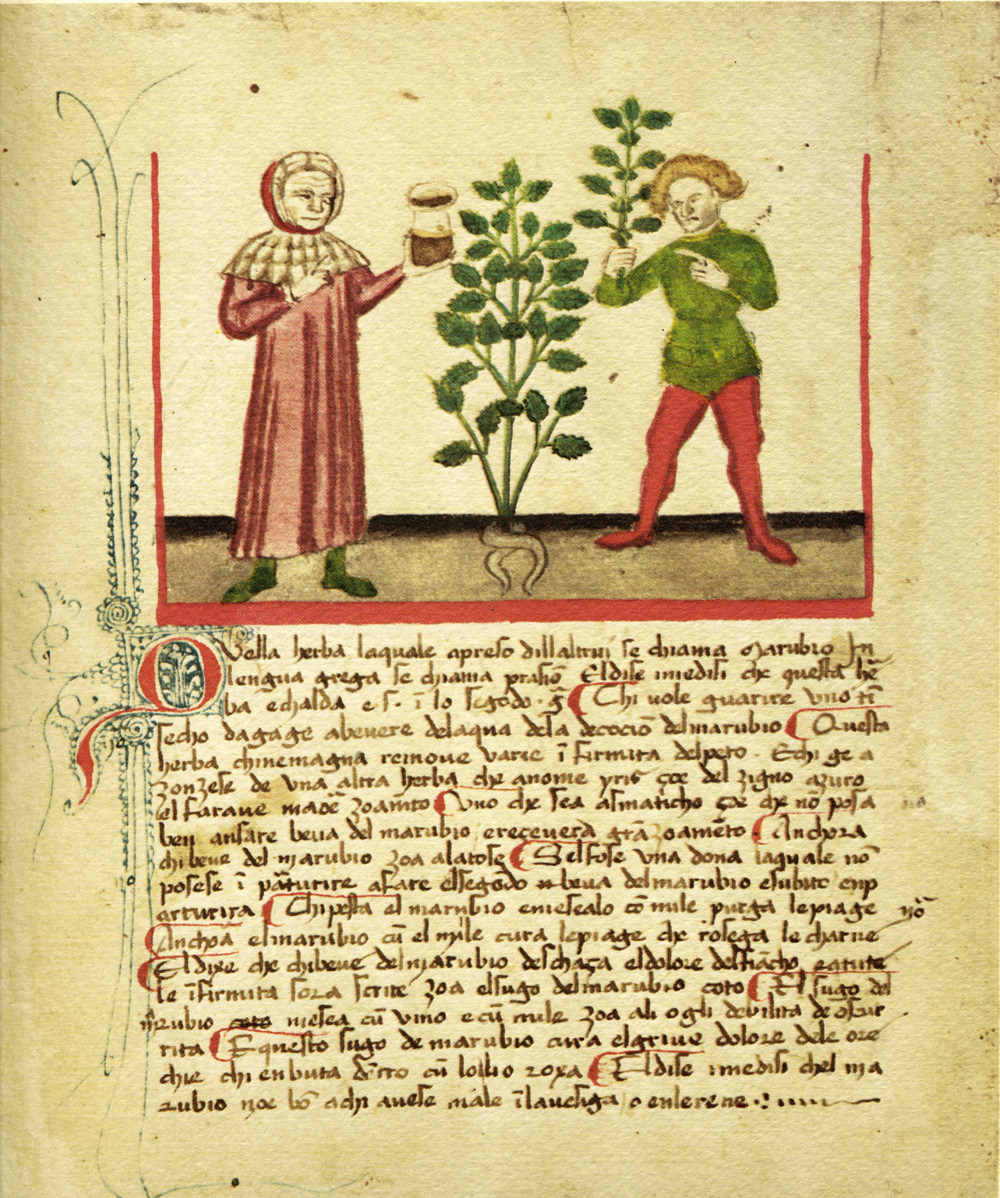

Cependant on a la preuve que sous Louis IX, tous les chirurgiens étaient Maîtres-es-Arts, avaient non seulement une formation, mais aussi le droit d'enseigner et de faire des leçons publiques. Ainsi Henri de Mondeville, chirurgien des rois de France Philippe le Bel et de Louis le Hutin, hérita de leurs leçons, surtout celles de Jean Pitard. On ne pouvait être admis dans cette confrérie et école des Chirurgiens de Paris sans avoir fait ses Humanités et de la philosophie. Au Moyen Âge ceux-ci portaient une robe écarlate, de soie pour les recteurs, de satin, de damas, de taffetas doublée de bleu ou de fourrure de vair ou d'hermine sur le camail et aussi, fourrure sous leur bonnet rond ou carré cramoisi, doublé de bleu, et un chaperon : « moi qui suis bon miège, Que des peaux, sur l'hiver, se fourre » (François Villon). Côme et Damien sont toujours représentés couverts de ce bonnet écarlate doublé d'hermine.
Se construisit aussi la collégiale Saint-Cosme de Luzarches : « Elle compta sur ses diptyques plus d'un personnage considérant, Charles le Régent, Louis XIII, Louis XIV. La faculté de médecine de Paris était représentée au pèlerinage par une délégation de praticiens lesquels soignaient les pèlerins en retour de certaines onctions. « Nous avons ordonné, dit un chapitre de 1413, que le prévôt fasse diligence pour le fait des mires de Paris et d'ailleurs qui reçoivent cens et offrandes faites aux saints de céans et n'en rapportent aucune chose. » Les mires exerçaient publiquement leur art le 27 septembre et le 27 octobre, fête de la saint Simon et Jude, auprès des malades qu'on leur amenait.
Les membres de la confrérie des Saints Martyrs Cosme et Damien étaient très fiers du titre de mire de « maître-mire » et signaient par une ou deux lettres à la suite de leur nom ; Jean Pitard Urbain, l'arbalétrier, Simon de Florence, Guillaume Pouëm et d'autres encore, ajoutaient toujours à leur signature les deux lettres « MM » visibles dans des fragments de manuscrits, lesquelles signifiaient « mestre-mire ».
Le terme apparaît vieilli à la fin du XVIe siècle mais il est toujours employé : en 1574, Ronsard compose une élégie à Apollon, « Roy des mires », pour la guérison de Charles IX dont les crachats de sang se font fréquents et dont la mort est imminente.
Au XVIIe siècle, Ménage signale encore dans son Dictionnaire (1694) qu'on voit « par les anciens titres de la confrairie des maistres chirurgiens de Paris […] qu'ils sont communément appelez Maistres Mires ». Molière connaît également le terme, qui s'appuie sur un fabliau médiéval intitulé Le Vilain mire (le paysan médecin) pour en tirer l'argument du Médecin malgré lui (1666).
Selon Charles Dubreuil, au XVIIe siècle, le mire ou médecin-chirurgien, était un « médecin clinique » se rendant au chevet du malade, tandis que le physicien était « médecin consultant » chez lui, et un médecin d'église, un ecclésiastique. Le médecin serait devenu un mire, parce que ce mot de médecin, depuis Charlemagne, était sujet à confusion avec « charlatan », et méprisé. Certains[Qui ?] ont fait venir le mot maréchal-ferrant de mire, médecin des chevaux.
Au XIXe siècle, le mire est toujours un médecin, mais de façon quelque peu ironique et grandiloquente. Tel Gustave Flaubert, dans les Trois Contes :

« Il manda les maîtres mires les plus fameux, lesquels ordonnèrent des quantités de drogues. »

— Gustave Flaubert, Trois contes :La Légende de saint Julien l'Hospitalier
De nos jours, le souvenir de ce praticien médiéval ne subsiste plus que dans des patronymes.

## Amour courtois
La métaphore du Mire (médecin, plaie, blessure, amour) entre dans la célébration de l'Amour courtois médiéval et la Fin' Amor : Chrétien de Troyes, Guillaume de Machaut, Guillaume de Lorris dans le Roman de la Rose, Othon III de Grandson puis Marie de France, Christine de Pisan emploient ce mot pour médecin, et blessure dont l'Amour est le seul remède : L'amour « vrai médecin » fera l'objet de la  comédie de Molière, L'Amour médecin.
« Jamais n'aies tu medecine !

Ne par herbe ne par racine

Ne par mire ne par pociun,

N'aveas tu jamas garison

De la plaie ke as en la quisse,

De si ke cela te guarisse,

Ki suffera pur tue amur,

Issi grant peine e tel dolure

Ke unque femme tauant ne suffirt »
— Marie de France, Lai de Guigemar, vv. 109-117
« ...Mon coer aler, q’a vous conter ne cesse

Le bon amour, par quoi moun oill desire,

Vostre presence au fin que jeo remire.

Sur toutes flours la flour, et la Princesse

De tout honour, et des toutz mals le Mire,

Pour vo bealté jeo languis en destresce,

Vostre presence au fin qe jeo remire. »
— John Gower, Ballade 6, v.19-25

La rime de Mire est une rime riche, ou encore une rime fratrisée (fraternisée), ou batelée :
- rime simple et riche ou lénonine:

« Si dis : Dame, Dieu vous le mire,

Mestier avoie de tel mire,

Vous m'avez gari et sané »
— Dits de Watriquet de Couvin v. 155
- rime fratisée :

« En désespoir mon cœur se mire ;

Mire je n'ai - sinon la mort; »
— Marot
- rime batelée à l'hémistiche et rime croisée:

« cos d'espee garist et sainne

Molt tost des que - mire i painne

Et la  plaie d'Amour  empire

Lorsqu'elle est près de son Mire »
— Chrétien de Troyes, Yvain ou le Chevalier au Lion, v. 1377-1378

## Le Christ , Mire sans médecine

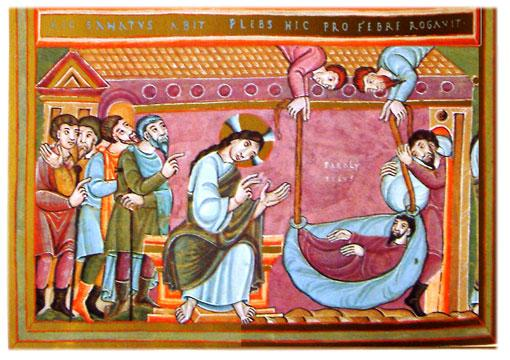
« Guérison du Paralytique », Codex Egberti

- Le mire médecin guérit par la force des herbes et le don qu'ils tiennent de Dieu qui mot guérison dans les plantes:

« … quant il ont veues les plaies, si lor covient apres querre les erbes et les medicines qu’il covient a cele maladie. »  Mire et miresse font merveille par les herbes, boissons et onctions d'herbes broyées « Ja soliez vos plus savoir de la force des herbes que pucele qui soit ou monde, et d’anvenimement oster d’autre home ne cuit je pas qu’il ait si sachant el monde. » (Chrétien de Troyes, Lancelot, t. 4, p. 133.)

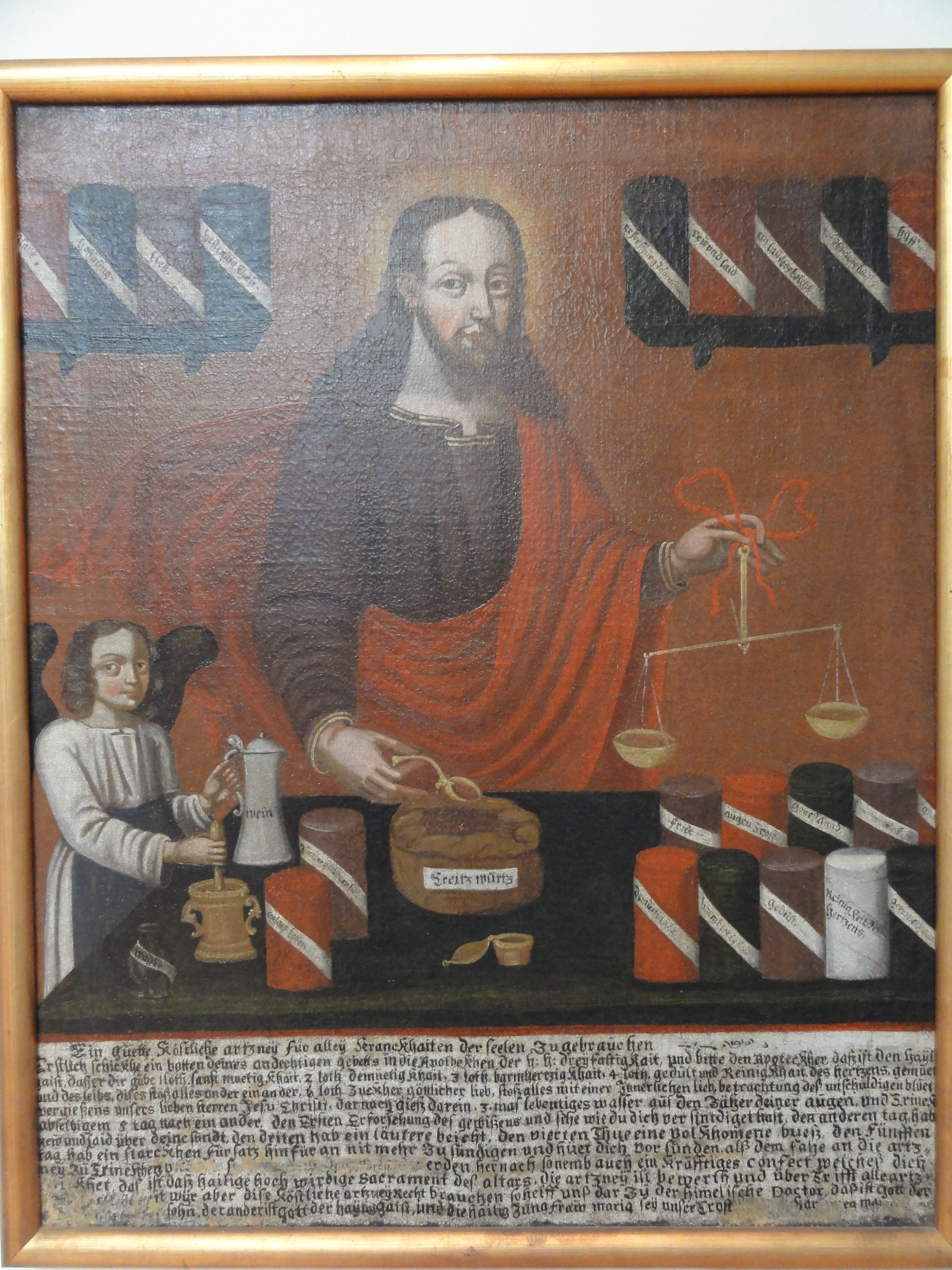
« Christus medicus », Bâle.

Dans le Roman de Lancelot du Lac , apparaît le Christ médecin, « Christus medicus » « « mire sans médecine », » guérissant les plaies de son regard et donne paix (qui se dit d'ailleurs « Mir » en autres langues) aux âmes par la confession; C’est déjà le personnage du Christus medicus (de) le Christ médecin des âmes et des corps dont témoignent les évangélistes, ayant comme remède, son corps et son sang, et les vertus théologales « crois seulement », popularisé plus tard en Suisse et en Allemagne par des représentations picturales, qui remet les péchés et relève le paralytique…
« Voici donc qui est ce Médecin sans Médecine : il s'agit de Dieu ! Il n'en existe pas d'autres. Tous les médecins de la terre, ne le sont que par leur savoir, ils peuvent soigner les corps grâce à leur science et à leur connaissance… »
«  Ichist est mires sans medicine qui ne met en plaies ne des ames ne des cors nule medicine, ains est tous sains et nes par son dols regart. Mais ensi ne font mie li autre mire mortel, car quant il ont veues les plaies, si lor covient après querre les erbes et les medicines qu’il covient a cele maladie… Mais chil est vrais mires qui par son regart seulement done santé as maladies des ames et des cors et fait eslongier la mort del cors tant com lui plaist et garir a tous jors de la mort de l’ame… »
— Chrétien de Troyes, Lancelot, t. 8, pp. 26-27.)
Le Roi Arthur relie mire et lion dans une comparaison ancienne : comme le lion relève son petit et le mire son malade, ainsi Dieu le Père releva-t-il son Fils mis au tombeau,
La Vierge Marie la miresse qui donne cette paix entre Dieu et les hommes : comme on le voit dans le  « Miserere » du Reclus de Molliens  :
« Homme, entend et jeunes et vieux,

Entend à moi se guérir vieus

Enfers qui métier n' as de mire;
 
Cour à la Dame des antieus.

En terre, en ciel n'est mire tieus

Pour rendre à toi santé entière :

D'un seul regard la paix attire… »
— Miserere du Reclus de Molliens
« À la grand miresse envoie

Qui tous les enfers saints renvoie… »
— Miserere du Reclus de Molliens

## Patronymes
Ce terme de métier est à l'origine de nombreux patronymes français. Mire est à l'origine des noms de famille comme :  Mire, Meire, Le Mire, Lemire, Lemyre, Lemyere, Myre, Mir, Miret, Miron, Miro, Mirou, Miroux, Mironneau, Le Mierre, Mégé, latin Miraeus etc.
Il accompagnait sans doute le prénom en tant que métier avant d'être un patronyme comme pour « Jehan Le Mire », Jean le médecin, ou « Robert Le Myre ». Ce dernier, chirurgien parisien, avait la réputation d'avoir donné son nom au métier de mire. Une famille « Le Myre » fut composée de médecins chirurgiens de manière héréditaire, comme les Asclépiades.
Le médecin byzantin du XIIIe siècle Nicolas Myrepsos est l'auteur d'un antidotaire célèbre, le Δυναμερόν, comprenant des recettes d'onguents.

## Proverbes
- « Après la mort le mire », proverbe commun
- « Bon mire est qui sait guérir » (Jehan Mielot, XVe siècle)
- « Bon mire fait plaie puante » (Mimes de Baïf, fol. 58, XVIe siècle)
- « Qui cherche la guérison du mire, il lui convient son mal dire »[38]
- « Après le cerf, la bière - Après le sanglier, le myère »

## Œuvres
- « Comment Lancelot prit congé de son mire » de Chrétien de Troyes.
- « Le Dit de l'herberie » de Rutebeuf.
- « Le Vilain Mire » ou le « Mire de Brai » est un fabliau à l'origine du « Médecin malgré lui » de Molière.
- « Renard Mire » dans le Roman de Renart[39].

« Là vit-on Dieu sa mère rire ;
Renart fisicien et mire. »
- « Le Jeu de la Feuillée » ou Li ju Adam de Adam de la Halle.